# Bali Museum
Het Bali Museum (Indonesisch: Museum Bali) is een cultuurhistorisch museum in de Indonesische plaats Denpasar, de hoofdstad van Bali.
De vier belangrijkste gebouwen in het museum zijn:
- Tabanan - voor theatrale maskers en muziekinstrumenten
- Karangasem - voor sculpturen en schilderijen
- Buleleng - voor textiel
- Timur - met archeologische vondsten.

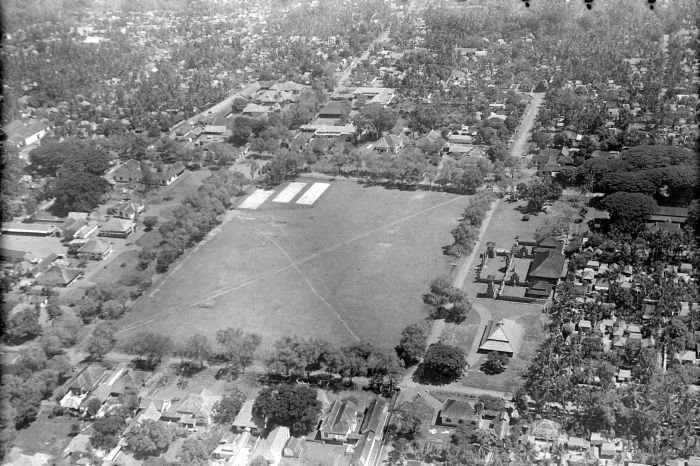
Luchtfoto van het stadsplein met rechts het museum (1949).